# تیم ملی بسکتبال زنان ارمنستان
تیم ملی بسکتبال زنان ارمنستان، نماینده ارمنستان در مسابقات بین‌المللی بسکتبال زنان است.